# Grado di giudizio
Con grado di giudizio, nel diritto processuale, si indica la fase delimitata da una sentenza o da una qualsiasi decisione nel merito emessa da un organo giudicante.
A seconda del tipo di processo in esame possono variare le eccezioni proponibili, le prove ammissibili ed il giudice chiamato a pronunciarsi sulla controversia.
Nell'ordinamento giuridico italiano sono previsti dalla Costituzione due gradi del processo nel giudizio di merito (primo grado e appello), ma, comunque, è sempre possibile adire la Corte di cassazione per violazione di legge.